# The Best of Rod Stewart (1976)
The Best of Rod Stewart è la seconda raccolta di Rod Stewart, pubblicata in doppio vinile nel 1976 dalla Mercury Records.
È stato ristampato in CD nel 1998.

## Tracce
1. Maggie May – 5:14
2. Cut Across Shorty – 6:30
3. An Old Raincoat Won't Ever Let You Down – 3:04
4. (I Know) I'm Losing You – 5:21
5. Handbags and Gladrags – 4:24
6. It's All Over Now – 3:35
7. Street Fighting Man – 5:05
8. Gasoline Alley – 4:02
9. Every Picture Tells a Story – 5:57
10. What's Made Milwaukee Famous (Has Made a Loser Out of Me) – 2:51
11. Oh! No Not My Baby – 3:38
12. Jodie – 3:09
13. You Wear it Well – 4:22
14. Let Me Be Your Car – 4:57
15. Pinball Wizard – 3:10
16. Sailor – 3:34
17. Angel – 4:03
18. Mine for Me – 4:00

## Classifiche

### Classifiche settimanali
| Classifica (1976/77) | Posizione massima |
| -------------------- | ----------------- |
| Australia            | 13                |
| Nuova Zelanda        | 9                 |
| Regno Unito          | 19                |
| Stati Uniti          | 90                |

### Classifiche di fine anno
| Classifica (1977) | Posizione |
| ----------------- | --------- |
| Regno Unito       | 41        |